# Pro Patria
Pour les articles homonymes, voir Pro Patria (homonymie), Patria (homonymie) et Don suisse.
Pro Patria est une fondation suisse qui soutient des projets de sauvegarde du patrimoine ainsi que des actions sociales et culturelles.

## Historique
Pro Patria a été fondée en 1909 sous le nom Don suisse pour la Fête nationale, et son statut était initialement celui d'une organisation d'intérêt général. Dès 1992, elle devient la Fondation Suisse Pro Patria, une fondation politiquement neutre. Elle est dirigée par un conseil de fondation.

Détail de la carte de la fête nationale de 1945 (verso), au bénéfice de l'« Aide aux mères ».

Les supports pour la collecte auprès de la population sont les « cartes de la Fête nationale » dès 1910, les « insignes du 1er août » dès 1923, et les « timbres de la Fête nationale » dès 1938 (timbres avec surtaxe).
Les bénéficiaires des collectes ont été diverses organisations à but social ou humanitaire, dont la Croix-Rouge suisse (onze fois entre 1912 et 1987), le Don national suisse pour nos soldats et leurs familles (cinq fois entre 1916 et 1968), l'Alliance suisse des samaritains (1921 et 1942), et des associations féminines suisses (cinq collectes entre 1956 et 1995). Huit collectes entre 1924 et 1978 ont été destinées à la « Cinquième Suisse », les suisses de l'étranger.
L'« Aide aux Mères » (Mütter in Notlagen) a bénéficié de onze collectes entre 1926 et 1985. C'était une organisation interne au Don suisse, avec des comités cantonaux qui s'occupaient de la distribution aux mères en situation difficile.
Progressivement, l'accent a été mis sur les biens culturels et la conservation du patrimoine, la première fois en 1933 avec l'Union Suisse pour la Protection de la Nature et la Ligue suisse pour la protection du patrimoine (Schweizer Heimatschutz).

## Financement
Son financement n'est pas assuré par les pouvoirs publics mais par la vente de timbres dont la thématique est généralement axée sur les paysages, monuments et autres aspects du patrimoine suisse. Une partie de ses fonds est issue du commerce d'articles relatifs à la fête nationale du 1er août. Les membres de Pro Patria sont des bénévoles qui obtiennent des fonds de la part des milieux industriels et privés.

## Buts
Les buts de la fondation sont décrits dans son document « Concept directeur » (version du 23 avril 2003)
- conservation et entretien de biens culturels suisses
- sauvegarde de régions naturelles et culturelles de valeur
- mise en place et promotion de la vie culturelle
- participation à des projets ayant en commun des buts sociaux et culturels
- participation à des projets visant à rendre la jeunesse consciente de la culture helvétique.